# 安蒂奧克 (佛羅里達州)
安蒂奥克（英語：Antioch）是位於美國佛羅里達州希爾斯波羅縣的一個非建制地區。該地的面積和人口皆未知。

## 地理
安蒂奥克的座標為28°02′49″N 82°14′56″W / 28.04694°N 82.24889°W，而該地的平均海拔高度為21米（即69英尺）。